# Han (Japó)
Un han (藩) va ser el nom donat als feus al Japó i que van ser creats per Toyotomi Hideyoshi i abolits el 1871. El nombre de han variava a través del temps, tot i que hi havia al voltant de 300 han al període Tokugawa. Molts d'ells eren administrats per un dàimio, que jurava lleialtat al shogun i tenien un territori amb un pressupost agrícola de 10.000 koku o més.
Els revolucionaris vencedors es van organitzar en un Consell d'Estat i, posteriorment després en tres ministres principals que dirigien el govern. Aquesta estructura duraria fins a l'establiment d'un primer ministre, que dirigiria un gabinet de manera occidental, el 1885. En un primer moment, ni tan sols el manteniment de la figura de l'Emperador del Japó era segura. Els nous líders japonesos van intentar reformar el sistema de dominis governats pels daimyōs. En 1869 Kido Takayoshi del Feu de Chōshū, amb el suport de nobles de la cort Iwakura Tomomi i Sanjō Sanetomi va persuadir els senyors de Chōshū i de Satsuma, els dos feus principals en l'enderrocament dels Tokugawa, perquè lliuressin voluntàriament els seus feus a l'Emperador. Entre el 25 juliol de 1869 i el 2 d'agost de 1869, per por que la seva lleialtat fos qüestionada, els el dàimios d'altres 260 feus van seguir l'exemple. Només 14 feus no van complir voluntàriament amb el retorn dels feus, i després van rebre l'ordre de fer-ho pel Tribunal, sota l'amenaça d'una acció militar. El 1871, quan el Japó estava organitzat en 72 prefectures, l'emperador va anunciar que els dominis quedaven abolits. Els daimyōs van ser compensats amb sous anuals iguals al deu per cent dels seus ingressos anteriors, però se'ls va obligar a traslladar-se a la nova capital, Tòquio. La majoria dels daimyōs es van retirar de la política.